# Kubai trupiál
A kubai trupiál (Icterus melanopsis) a madarak osztályának verébalakúak (Passeriformes) rendjébe, azon belül a csirögefélék (Icteridae) családjába tartozó faj.
Magyar neve forrással nincs megerősítve.

## Rendszerezése
A fajt Johann Georg Wagler német ornitológus írta le 1829-ben, a Psarocolius nembe Psarocolius melanopsis néven. Egyes szervezetek szerint az antillai trupiál (Icterus dominicensis) alfaja Icterus dominicensis melanopsis néven.

## Előfordulása
Kuba területén honos. Természetes élőhelyei a szubtrópusi és trópusi lombhullató erdők és síkvidéki esőerdők, valamint vidéki kertek és ültetvények. Állandó, nem vonuló faj.

## Megjelenése
Átlagos testhossza 20 centiméter, testtömege 30-42 gramm.

## Életmódja
Ízeltlábúakkal táplálkozik, de kisebb gerinceseket, gyümölcsöket és nektárt is fogyaszt.

## Természetvédelmi helyzete
Az elterjedési területe nagyon nagy, egyedszáma viszont csökken, de még nem éri el a kritikus szintet. A Természetvédelmi Világszövetség Vörös listáján nem fenyegetett fajként szerepel.